# Cannes

Logo

Cannes [kan] pronunciaciónⓘ, en francés, Canas en occitano, es una ciudad y comuna francesa situada en el departamento de Alpes Marítimos, en la región de Provenza-Alpes-Costa Azul. Es uno de los centros de la turística región de la Costa Azul o Riviera francesa y sede anual del festival europeo de cine internacional.

## Historia
En el segundo siglo antes de la era cristiana, la tribu Oxybii de la Liguria estableció un asentamiento conocido como Aegitna. Los historiadores no están seguros del significado del nombre. El área era una villa de pescadores usada como puerto de enlace con las  Islas Lérins.

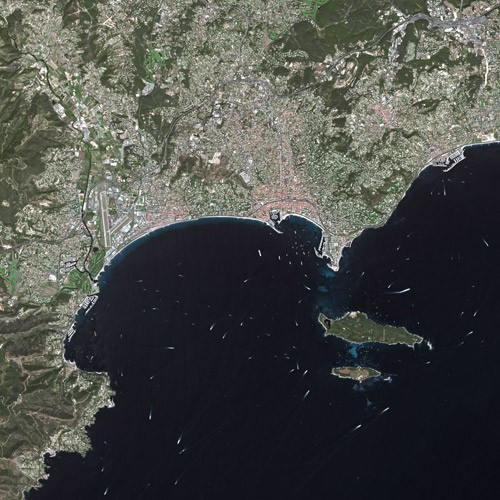
Cannes desde una vista satelital

En el año 69 fue escena de un violento conflicto entre las tropas de Otón y Vitelio.
En el siglo X la localidad era llamada Canua. Puede ser un derivado de "canna",  Caña. Canua era la localización de un pequeño puerto ligur, y más tarde un puesto de avanzada romano en la colina de Le Suquet, sugerido por tumbas romanas descubiertas aquí. Le Suquet albergaba una torre del siglo XI que vigilaba desde lo alto los pantanos donde ahora se levanta la ciudad. La mayoría de la antigua actividad, especialmente de protección, fue en las islas de Lerins y la historia de Cannes es la historia de las islas.
Un ataque de los sarracenos en 891, quienes permanecieron en ella hasta finales del siglo X, devastó el país alrededor de Canua. La inseguridad de las Islas Lérins forzaron a los monjes a establecerse en tierra firme, en el Suquet. La construcción de un castillo en el 1035 fortificó la ciudad que ya era conocida como Cannes, y al final del siglo XI se comenzó la construcción de las dos torres en las islas Lérins. Una tomó un siglo construirla; la otra, tres.
Alrededor de 1530, Cannes se separa los monjes que habían controlado la ciudad durante cientos de años y se convirtió en independiente.
Durante el siglo XVIII, los españoles y los británicos tanto intentaron hacerse con el control de las islas Lérins, pero fueron perseguidos de lejos por los franceses. Las islas más tarde fueron controladas por muchos jefes locales, como Jean-Honoré Alziary y el obispo de Fréjus.
Las islas tuvieron muchos usos diferentes; a finales del siglo XIX, uno era un hospital para los soldados en la guerra de Crimea.
Henry Brougham, Primer barón Brougham y Vaux compró la tierra en Croix des Gardes construyendo la villa Eleonore-Louise. Su trabajo para mejorar las condiciones de vida atrajo a la aristocracia inglesa, quien también construyó residencias de invierno.
A finales del siglo XIX, se concluyeron varios ferrocarriles. Esto provocó la llegada de tranvías. En Cannes, proyectos como el Boulevard Carnot, la rue d'Antibes y el Hotel Carlton  en el paseo marítimo de Promenade de la Croisette se llevaron a cabo. Después del cierre de la Casino des Fleurs (hôtel Gallia), un establecimiento de lujo fue construido para la rica clientela de invierno, el Casino Municipal junto al muelle Albert-Edouard. Este casino fue demolido y reemplazado por el nuevo palacio en 1979.
Con el siglo XX llegaron nuevos hoteles de lujo como El Miramar y Los Martínez. La ciudad fue modernizada con un centro deportivo, coches de calles, una oficina de correos y escuelas. Hubo menos turistas británicos y alemanes después de la Primera Guerra Mundial  pero mucho más estadounidenses. El turismo de invierno dio paso al turismo de verano y se construyó el casino de verano en Palm Beach.
Representantes del séptimo arte europeos y estadounidenses buscaron una alternativa al festival de cine de Venecia, que durante los años 30 estaba sufriendo la censura del gobierno fascista italiano de entonces. Se propusieron varias ciudades francesas alternativas y Cannes fue la elegida. El primer festival en el año 1939 contó como presidente al mismísimo Lumiere. El primer festival internacional de renombre fue el 20 de septiembre de 1946, y fue celebrado en el Casino Municipal de entonces. A finales de los 70 se construyó el actual pabellón.

## Clima
Cannes tiene un clima mediterráneo y la ciudad disfruta de doce horas de sol en los días de verano (de mayo a septiembre), mientras que en invierno (de diciembre a febrero) el clima es moderado. Las lluvias son relativamente escasas y se dan principalmente durante octubre y noviembre, cuando caen 110nbsp; milímetros.
| Parámetros climáticos promedio de Cannes | Parámetros climáticos promedio de Cannes | Parámetros climáticos promedio de Cannes | Parámetros climáticos promedio de Cannes | Parámetros climáticos promedio de Cannes | Parámetros climáticos promedio de Cannes | Parámetros climáticos promedio de Cannes | Parámetros climáticos promedio de Cannes | Parámetros climáticos promedio de Cannes | Parámetros climáticos promedio de Cannes | Parámetros climáticos promedio de Cannes | Parámetros climáticos promedio de Cannes | Parámetros climáticos promedio de Cannes | Parámetros climáticos promedio de Cannes |
| Mes                                      | Ene.                                     | Feb.                                     | Mar.                                     | Abr.                                     | May.                                     | Jun.                                     | Jul.                                     | Ago.                                     | Sep.                                     | Oct.                                     | Nov.                                     | Dic.                                     | Anual                                    |
| ---------------------------------------- | ---------------------------------------- | ---------------------------------------- | ---------------------------------------- | ---------------------------------------- | ---------------------------------------- | ---------------------------------------- | ---------------------------------------- | ---------------------------------------- | ---------------------------------------- | ---------------------------------------- | ---------------------------------------- | ---------------------------------------- | ---------------------------------------- |
| Temp. máx. media (°C)                    | 10.5                                     | 12.3                                     | 15.6                                     | 18.4                                     | 20.4                                     | 23.7                                     | 25.9                                     | 22.4                                     | 19.2                                     | 16.8                                     | 12.5                                     | 10.2                                     | 17.3                                     |
| Temp. media (°C)                         | 7.6                                      | 9.3                                      | 11.6                                     | 14.4                                     | 16.7                                     | 18.3                                     | 21.2                                     | 19.8                                     | 15.5                                     | 12.4                                     | 9.2                                      | 7.9                                      | 13.7                                     |
| Temp. mín. media (°C)                    | 2.0                                      | 3.4                                      | 5.1                                      | 7.8                                      | 9.9                                      | 11.4                                     | 13.2                                     | 15.0                                     | 12.2                                     | 8.5                                      | 5.2                                      | 2.3                                      | 8                                        |
| Precipitación total (mm)                 | 79                                       | 66                                       | 75                                       | 72                                       | 30                                       | 3                                        | 35                                       | 16                                       | 50                                       | 80                                       | 110                                      | 99                                       | 715                                      |
| Días de precipitaciones (≥ 0.1 mm)       | 16                                       | 12                                       | 16                                       | 15                                       | 9                                        | 1                                        | 3                                        | 5                                        | 9                                        | 12                                       | 16                                       | 16                                       | 130                                      |
| Horas de sol                             | 65                                       | 90                                       | 150                                      | 216                                      | 230                                      | 285                                      | 281                                      | 274                                      | 225                                      | 186                                      | 128                                      | 86                                       | 2216                                     |
| [cita requerida]                         |                                          |                                          |                                          |                                          |                                          |                                          |                                          |                                          |                                          |                                          |                                          |                                          |                                          |

## Demografía
| 2626 | 2896 | 2804 | 3982 | 3381 | 3997 | 4720 | 5557 | 5860 | 7557 | 9618 | 10 144 | 14 022 | 19 385 | 19 959 | 19 983 | 22 959 | 30 420 | 29 365 | 29 656 | 30 907 | 42 427 | 47 259 | 49 032 | 45 548 | 50 192 | 58 079 | 67 152 | 70 527 | 72 259 | 68 676 | 67 304 | 70 200 | 70 829 | 74 285 | 75 046 |
| Para los censos de 1962 a 1999 la población legal corresponde a la población sin duplicidades (Fuente: INSEE [Consultar]) |      |      |      |      |      |      |      |      |      |      |        |        |        |        |        |        |        |        |        |        |        |        |        |        |        |        |        |        |        |        |        |        |        |        |        |

## Monumentos
La costa, con su célebre Boulevard de la Croisette, es una de sus más importantes atracciones turísticas, con sus palmeras, así como las islas de Lérins, que forman parte de la localidad.
La Croisette es conocida por playas pintorescas y de restaurantes, cafés y boutiques. La Suquet, el casco antiguo, ofrece una buena vista de La Croisette. El Torreón y la capilla de St Anne alberga el Musée de la Castre. El hombre de la máscara de hierro estuvo preso en la Île Sainte-Marguerite.

### Museos
El Musée d'Art et d'Histoire de Provence alberga artículos desde la prehistoria hasta el presente, en una mansión del siglo XVIII. El Musée de la Castre tiene objetos de los atolones del Océano Pacífico, reliquias peruanas y alfarería maya. Otros museos importantes son el Musée de la Marine, el Musée de la Mer, Centre d'Art La Malmaison, el Musée de la Photographie y el Musée International de la Parfumerie. 

### Las Villas de Cannes
El Cannes del siglo XIX todavía puede verse en sus grandes villas, construido para reflejar la riqueza y el prestigio de sus dueños e inspirado por cualquier cosa, desde castillos medievales a villas romanas. La Villa Italiana  Leonor Louise de Lord Brougham (uno de los primeros en Cannes) fue construida entre 1835 y 1839. También conocido como el barrio des Anglais, esto es la zona residencial más antigua en Cannes. Otro hito es la Villa de Fiésole (hoy conocida como la Villa Domergue) diseñado por Jean Gabriel Domergue en el estilo de Fiesole, cerca de Florencia. Las villas no están abiertas al público. La Villa Domergue pueden ser visitado con cita previa..

### Île Sainte-Marguerite (Isla St Marguerite)
Tardó 11 años el hombre de la máscara de hierro en salir de esta pequeña isla boscosa. El misterioso individuo se cree de sangre noble, pero nunca ha sido probada su identidad. Su celda puede ser visitado en el fuerte de Saint Marguerite, ahora renombrado como el Musée de la Mer (Museo del mar). Este museo alberga también descubrimientos de naufragios en la isla, incluyendo  romanos (siglo I a. C.) y cerámica sarracena (siglo X).

### Île Saint-Honorat (Isla St Honorat )
Monjes cisterciense fueron los únicos habitantes de la isla de Honorat St menor, al sur. Los monjes han habitado la isla desde el 410 y, a la altura de gran poder, fueron propietarios de Cannes,  Mougins y Vallauris. Vestigios medievales permanecen en la Iglesia inicial, que está abierta al público, y en las ruinas del monasterio del siglo XI en el borde del mar. Los monjes dividen su tiempo entre la oración y la producción de vinos tintos y blancos.

### Teatro y música
Cannes no es reconocido por el teatro tradicional. Sin embargo, pequeñas salas albergan pequeñas producciones y breves esbozos durante Festival de Performance de los actores internacionales anuales. Teatros populares incluyen el Espace Miramar y Alexandre III.

### Festivales y eventos
- El Festival de Cannes (Francés: le Festival international du film de Cannes o simplemente le Festival de Cannes), fundado en 1939, tiene lugar normalmente en mayo.
- Midem, la feria más importante de la industria de la música
- MIPIM, el show de comercio relacionado con la propiedad más grande del mundo
- Cannes Lions
- El Carnaval de la Riviera es un desfile por las calles para marcar el período de 21 días antes Martes de carnaval.
- NRJ Music Awards un premio musical que han ganado varios artistas como Mika, Shakira, Sia o LMFAO.
- The International Festival of Games es el festival de bridge, belote, backgammon, ajedrez, damas, tarot y más (febrero).
- Festival de la Plaisance es un evento para los entusiastas de los barcos en el Vieux Port (septiembre).
- Festival de Performance de los actores internacionales: bocetos de comedia y actuaciones de artistas marginales
- El mercado de viajes de lujo internacional  reúne bajo un mismo techo a los proveedores de viajes de lujo internacionales y proveedores de todo el mundo.[8]
- Le Festival d’Art Pyrotechnique[9] es un magnífico concurso de fuegos artificiales anual celebrado en el verano en la Bahía de Cannes.
- Mipcom y MIPTV, celebrado en octubre y abril respectivamente, el más importante mercado del mundo de mercados comercio para la industria de la televisión.
- El Festival de Cine Panafricano, celebrado a principios de abril y con películas de la diáspora africana

## Ciudades hermanas
- Madrid (1957)
- Kensington y Chelsea (1970)
- Beverly Hills (1986)
- Shizuoka (1991/92)
- Sanya (1997)
- Bogotá (1997)
- Acapulco (1998)
- Copiapó (2010)
- Pasto (2011)
- Riohacha (2015)